# U–47
A VIIB típus U–47 tengeralattjárót a német haditengerészet rendelte a kieli F. Krupp Germaniawerft AG-tól 1936. november 21. A hajót 1938. december 27-én állították szolgálatba. Tíz harci küldetése volt, amely során harminc hajót süllyesztett el, köztük az HMS Royal Oakot. Parancsnoka, Günther Prien nem válogatott a célpontok között, számos semleges hajót küldött hullámsírba. Emblémája egy fújtató bika volt.

## Pályafutása

### Első őrjárat

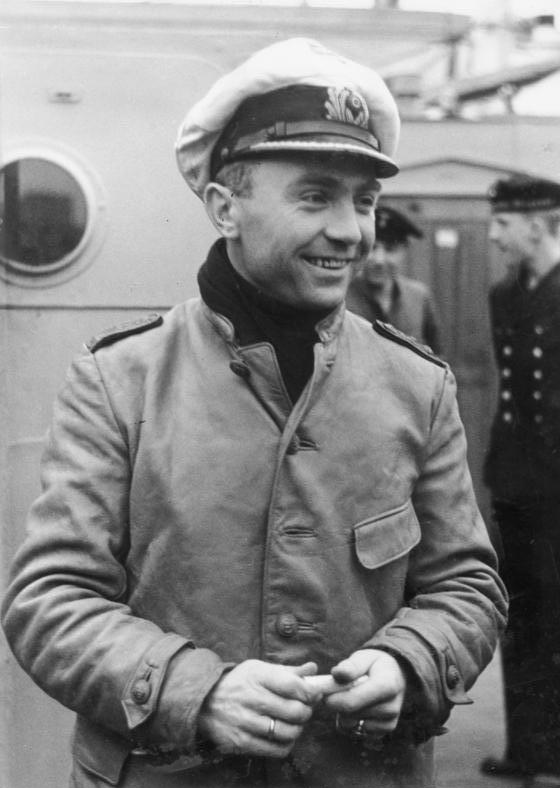
Günther Prien parancsnok

Az U–47 1939. augusztus 19-én, még a világháború kitörése előtt futott ki első harci küldetésére Kielből, kapitánya Günther Prien volt. Három hajót süllyesztett el, amelyek összesített vízkiszorítása 8270 brt volt.
Szeptember 5-én, 180 kilométerre a spanyolországi Ortegal-foktól észak-északnyugatra fedélzeti fegyvereivel megállásra kényszerítette a kíséret nélkül haladó, Szicíliából Manchesterbe 3200 tonna ként szállító brit Bosniát. Miután legénysége elhagyta a gőzöst, egyetlen torpedóval elsüllyesztette. A Bosnia volt az első teherhajó és az SS Athenia után a második vízi jármű a világháborúban, amelyet német tengeralattjáró elsüllyesztett.
Másnap a tengeralattjáró megpróbálta zászlójelzésekkel megállítani a brit Rio Clarót, amely Sunderlandből szállított szenet Montevideóba. A hajó nem állt meg, még akkor sem, amikor a németek a fedélzeti fegyverrel átlőttek felette. Ezután a tengeralattjáró három lövedéket lőtt a Rio Claro hídjába, és a gőzös megadta magát. A legénység elhagyta a hajót, és az U–47 egy torpedóval elsüllyesztette a teherszállítót.
Szeptember 7-én a Gartavon következett, amelyet fedélzeti tűzzel küldött hullámsírba a búvárhajó. A tengeralattjáró ezután visszatért Kielbe.

### Második őrjárat
1939. október 8-án a tengeralattjáró kifutott második őrjáratára, amely híressé tette. Célja a Brit Királyi Haditengerészet Scapa Flow-i horgonyzóhelye volt. Az U–47 az október 13-áról 14-ére virradó éjszaka észrevétlenül belopózott az öbölbe, és több torpedóval elsüllyesztette az HMS Royal Oak csatahajót. Október 17-én ért vissza Kielbe.

### Harmadik őrjárat
Az U–47 1939. november 16-án elhagyta bázisát, majd északról megkerülte a brit szigeteket. November 28-án megpróbálta elsüllyeszteni az HMS Norfolk cirkálót, de torpedója nem talált. Ezt követően három hajót (23 168 brt) semmisített meg három nap alatt.
Első áldozata a brit Navasota volt december 5-én. Az OB–46-os konvoj tagjaként Buenos Airesbe tartó hajót egy torpedóval pusztította el a tengeralattjáró, a fedélzeten tartózkodó 82 emberből 37 meghalt. Másnap az U–47 megtorpedózta a kíséret nélkül haladó norvég, vagyis semleges Britta tankert, amely Antwerpenből Curaçaóba tartott. A németek tudták, hogy az üzemanyag-szállító norvég, de egy november 23-ai parancs felhatalmazta a búvárhajókat, hogy a britek elleni blokád területén belül minden tankert elsüllyesszenek.
A következő napon ismét egy semleges hajót, a holland Tajandoent torpedózta meg a tengeralattjárót. A hajó néhány perc alatt elsüllyedt, legénységének hat tagja életét vesztette.

### Negyedik őrjárat
A tengeralattjáró negyedik őrjárata 1940. március 11-étől március 29-éig tartott. A búvárhajó a közelgő Weserübung hadműveletre tekintettel a norvég vizeken vadászott, majd március 25-én, Feröertől délre megtorpedózta és elsüllyesztette a dán, vagyis semleges Britta gőzöst. A hajón tartózkodó 18 emberből 13 meghalt.

### Ötödik őrjárat
Az U–47 1940. április 3-án futott ki Wilhelmshavenből, és a következő három hétben a Norvégiát megszálló német csapatokat támogatta. Ez volt az egyetlen olyan küldetése, amelynek során nem semmisített meg hajót.

### Hatodik őrjárat

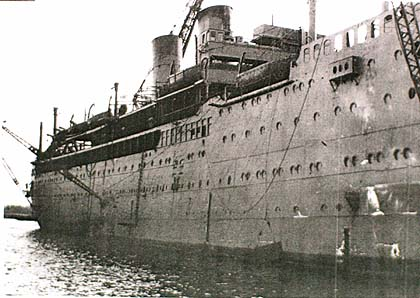
Az Arandora Star

A tengeralattjáró 1940. június 3-án kezdte meg hatodik harci küldetését, és július 6-án legsikeresebb útját zárta. Június 12-17. között a parancsnokáról elnevezett Prien farkasfalka tagjaként cserkészett. Június 14. és július 2. között nyolc, összesen 51 189 brt vízkiszorítású hajót semmisített meg.
Június 14-én az U–47 egy torpedóval elsüllyesztette a brit Balmoralwoodot, amely 8730 tonna búzával és négy repülővel tartott Quebec felől Falmouth-ba. A legénység valamennyi tagja túlélte a támadást. Egy hét múlva a tengeralattjáró megtorpedózta a HX–49-es konvoj közepén haladó San Fernando tankert, amely másnap merült el. Június 24-én egy panamai gőzös, a Cathrine következett, amely Floridából tartott Nagy-Britanniába. A viharos időben a németek két torpedót lőttek a hajóra, de a fegyverek nem találtak. Ezután 113 lövést adtak le, amelyek közül 12 talált. A legénység elhagyta a hajót, és mentőcsónakba szállt. A németek kikérdezték őket, majd némi kenyérrel, kolbásszal és borral látták el őket.
Június 27-én két hajót süllyesztett el a tengeralattjáró. Először a Lenda norvég hajó esett áldozatul, amely Hullba tartott fűrészáruval, majd a holland Leticia tanker következett. Június 29-én az U–47 megtorpedózta az Empire Toucan gőzöst, amely kettétört. Június 30-án ismét egy semleges hajó, a 7243 tonna cukrot szállító görög Georgios Kyriakides esett áldozatul Günther Priennek.
A tengeralattjáró július 2-án megtorpedózta a brit Arandora Star utasszállítót. A hajó Liverpoolból a kanadai St. John’s-ba tartott, fedélzetén, a tengerészeken kívül, 479 német és 734 olasz internált emberrel, 86 német hadifogollyal és kétszáz őrrel. A támadásban 92 brit, valamint 470 olasz és 243 német vesztette életét.

### Hetedik őrjárat
Az U–47 1940. augusztus 27-én újabb járőrútra futott ki. A harmincnapos küldetés során hat hajót elsüllyesztett, egyet megrongált, ezzel 40 163 brt vízkiszorítású vízi járműt tett használhatatlanná.
A tengeralattjáró szeptember 2-án, Rockalltól északkeletre torpedóval elsüllyesztette a belga Ville de Mons utasszállítót, amely több mint hatezer tonna élelmiszerrel tartott Glasgow-ba. A fedélzeten tartózkodók közül senki nem halt meg. Két nap múlva egy brit gőzös, a Titan következett, amely Sydneybe tartott. A hajó gyorsan elsüllyedt, hat embert magával rántva a hullámsírba. A többi túlélőt az HMS St. Laurent vette fedélzetére.
Szeptember 7-én Günther Prien megtámadta az SC–2 konvojt, és három napon keresztül üldözte. Négy hajót sikerült elsüllyesztenie, az első napon hármat. Először a nyolcezer tonna cukrot szállító Neptuniant, amelynek teljes legénysége, 36 ember odaveszett, majd az acélszállító José de Larrinagát, amely a torpedótalálat után kettétört, és negyven tengerésszel merült a mélybe. Az aznapi utolsó áldozat a norvég Gro volt, amely búzát vitt Manchesterbe. A gőzöst a bal oldalon, középtájon találta el a torpedó. A gőzkazánok felrobbantak, és minden elárasztott a forró gőz. A Gro kettétröt, és tíz percen belül elmerült. A legénység 32 tagjából 11 meghalt. A konvoj utolsó áldozata a görög Possidon volt, amely 5410 tonna kénfoszfátot vitt rakterében.
Szeptember 21-én a tengeralattjáró felemelkedett a felszínre, és fedélzeti lövegével tüzet nyitott az Elmbank brit teherhajóra, amely akkor már üresen sodródott, mert legénysége elhagyta azután, hogy Otto Kretschmer U–99-e megtorpedózta. A tengeralattjáró 1940. szeptember 25-ért be Lorient-ba.

### Nyolcadik őrjárat
Az U–47 következő, 1940. október 14-én kezdődő járőrútja mindössze tíz napig tartott, de ezalatt sikerült négy hajót elsüllyesztenie és kettőt megrongálnia, ezzel 35 142 brt vízkiszorításnyi brit vízi járművet tett használhatatlanná. Valamennyi hajó a HX–79 konvoj tagja volt. A tengeralattjáró a hajókat alig több mint négy óra alatt semmisítette meg.
Az első hajó, amelyet a tengeralattjáró hullámsírba küldött, az Uganda volt, amely október 19-én este fél 11-kor kapta a végzetes torpedótalálatot. Egy óra múlva a Shirak tanker következett, amely kigyulladt a támadás után, és leszakadt a konvojtól. A hajót az U–48 is megtorpedózta, így az ismét kigyulladt, majd elsüllyedt. Tizennégy perccel éjfél előtt a búvárhajó ismét lecsapott, és megtorpedózta a Wandbyt, amely 7200 tonna fűrészáruval, 1700 tonna ólommal és cinkkel tartott Middlesbrough-ba. A Wandby, amely első útján volt, október 21-éig a felszínen maradt, és csak akkor süllyedt el.
A németek október 20-án, éjfél után 37 perccel a La Estanciát torpedózták meg, amely 8333 tonna cukrot szállított. A hajó elsüllyedt, legénységének egy tagja életét vesztette. Háromnegyed kettőkor a 7840 tonna acélt szállító Whitford Point következett, 135 kilométerre Rockalltól délnyugatra. A 38 tengerészből csak kettő élte túl a támadást. Húsz perc múlva az Athelmonarch kapott találatot. A 13 146 tonna melaszt szállító hajónak sikerült a felszínen maradnia, és október 23-án befutott Clyde-ba.

### Kilencedik őrjárat
1940. november 3-án a búvárhajó újabb küldetésre indult. A következő harminc napban egy hajót elsüllyesztett, hármat megrongált, ezzel 21 388	brt-t vonva ki a forgalomból.
Az U–47 november 8-án megpróbálta megállítani a semleges Portugáliában bejegyzett Gonçalo Velho gőzhajót. A három figyelmeztető lövésből az egyik eltalálta a hajó orrát. A portugál kapitány átszállt a tengeralattjáróra, ahol igazolta hajója semlegességét. Ezután továbbhaladhattak. December 2-án a tengeralattjáró három hajót támadott meg. Az első a belga Ville d’Arlon volt, amely Liverpoolba igyekezett. A torpedó a hajó középső részén csapódott be. A gőzös gyorsan süllyedt, és a mélybe rántotta valamennyi, 57 tengerészét. Nem sokkal később a Conch nevű tankert találta el az U–47. A hajó nem süllyedt el, de a legénység elhagyta. A búvárhajó nem tudta befejezni az akciót, mert feltűnt egy romboló, így kénytelen volt elhagyni a helyszínt. A súlyosan megsérült tankert az U–99 küldte a tenger fenekére. Az őrjárat utolsó áldozata az acélt és fűrészárut szállító Dunsley lett, amelyet a 88 milliméteres fedélzeti fegyverél lőtt a tengeralattjáró. A hajón tűz ütött ki, de a legénység eloltotta.

### Tizedik őrjárat
Günther Prien és legénysége 1941. február 20-án futott ki utolsó útjára a franciaországi Lorient-ból. Tizenhat napot töltöttek a tengeren, ezalatt négy hajót elsüllyesztettek, kettőt megrongáltak. Eredményük bruttó regisztertonnában kifejezve: 45 054.
Február 26-án, Írországtól északnyugatra megtámadták az OB–290 konvojt, és a karaván három hajóját elpusztították, egyet megrongáltak. Elsüllyedt a belga Kasongo, a norvég Borgland és a svéd Rydboholm. A brit Diala tanker túlélte a támadást. Az U–47 két nap múlva fedélzeti fegyvereivel lőtte, majd egy torpedóval hullámsírba küldte a brit Holmeleát. A fedélzeten tartózkodó 38 emberből 28 meghalt.
Az U–47 március 7-én megtorpedózta utolsó áldozatát, a Terje Viken bálnafeldolgozót. A hajó nem süllyedt el, később az U–99 küldte a tenger mélyére. A búvárhajó utoljára 1941. március 7-én jelentkezett be rádión, pozícióját Izlandtól délre adta meg. A tengeralattjáróról több hír nem érkezett.

Korábban egyértelműnek tűnt, hogy az HMS Wolverine pusztította el a tengeralattjárót, de az új adatok szerint a romboló áldozata nem az U–47, hanem az UA volt. A témával foglalkozók azt gyanítják, hogy a tengeralattjárót – hasonlóan két amerikai búvárhajóhoz a Csendes-óceánon – visszatérő torpedója semmisítette meg.

## Kapitány
| Név           | Kezdőnap           | Zárónap          |
| ------------- | ------------------ | ---------------- |
| Günther Prien | 1938. december 17. | 1941. március 7. |

## Őrjáratok
| Indulás       | Indulónap           | Érkezés       | Zárónap              |
| ------------- | ------------------- | ------------- | -------------------- |
| Kiel          | 1939. augusztus 19. | Kiel          | 1939. szeptember 15. |
| Kiel          | 1939. október 8.    | Wilhelmshaven | 1939. október 17.    |
| Kiel          | 1939. november 16.  | Kiel          | 1939. december 18.   |
| Wilhelmshaven | 1940. március 11.   | Wilhelmshaven | 1940. március 29.    |
| Wilhelmshaven | 1940. április 3.    | Kiel          | 1940. április 26.    |
| Kiel          | 1940. június 3.     | Kiel          | 1940. július 6.      |
| Kiel          | 1940. augusztus 27. | Lorient       | 1940. szeptember 25. |
| Lorient       | 1940. október 24.   | Lorient       | 1940. október 23.    |
| Lorient       | 1940. november 3.   | Lorient       | 1940. december 6.    |
| Lorient       | 1941. február 20.   | *             | 1941. március 7.     |

* A hajó nem érte el úti célját, elsüllyesztették

## Elsüllyesztett és megrongált hajók
| Nap                  | Hajó                | Nemzetisége        | Vízkiszorítása | Konvoj |
| -------------------- | ------------------- | ------------------ | -------------- | ------ |
| 1939. szeptember 5.  | Bosnia              | Egyesült Királyság | 2407           |        |
| 1939. szeptember 6.  | Rio Claro           | Egyesült Királyság | 4086           |        |
| 1939. szeptember 7.  | Gartavon            | Egyesült Királyság | 1777           |        |
| 1939. október 14.    | HMS Royal Oak**     | Egyesült Királyság | 29 150         |        |
| 1939. december 5.    | Navasota            | Egyesült Királyság | 8795           | OB–46  |
| 1939. december 6.    | Britta              | Norvégia           | 6214           |        |
| 1939. december 7.    | Tajandoen           | Hollandia          | 8159           |        |
| 1940. március 25.    | Britta              | Dánia              | 1146           |        |
| 1940. június 14.     | Balmoralwood        | Egyesült Királyság | 5834           | HX–47  |
| 1940. június 21.     | San Fernand         | Egyesült Királyság | 13 056         | HX–49  |
| 1940. június 24.     | Cathrine            | Panama             | 1885           |        |
| 1940. június 27.     | Lenda               | Norvégia           | 4005           |        |
| 1940. június 27.     | Leticia             | Hollandia          | 2580           |        |
| 1940. június 29.     | Empire Toucan       | Egyesült Királyság | 4127           |        |
| 1940. június 30.     | Georgios Kyriakides | Görögország        | 4201           |        |
| 1940. július 2.      | Arandora Star       | Egyesült Királyság | 15 501         |        |
| 1940. szeptember 2.  | Ville de Mons       | Belgium            | 7463           |        |
| 1940. szeptember 4.  | Titan               | Egyesült Királyság | 9035           | OA–127 |
| 1940. szeptember 7.  | Neptunian           | Egyesült Királyság | 5155           | SC–2   |
| 1940. szeptember 7.  | José de Larrinaga   | Norvégia           | 5303           | SC–2   |
| 1940. szeptember 7.  | Gro                 | Egyesült Királyság | 4211           | SC–2   |
| 1940. szeptember 9.  | Possidon            | Görögország        | 3840           | SC–2   |
| 1940. szeptember 21. | Elmbank*            | Egyesült Királyság | 5156           | HX–72  |
| 1940. október 19.    | Uganda              | Egyesült Királyság | 4966           | HX–79  |
| 1940. október 19.    | Shirak*             | Egyesült Királyság | 6023           | HX–79  |
| 1940. október 19.    | Wandby              | Egyesült Királyság | 4947           | HX–79  |
| 1940. október 19.    | La Estancia         | Egyesült Királyság | 5185           | HX–79  |
| 1940. október 19.    | Whitford Point      | Egyesült Királyság | 5026           | HX–79  |
| 1940. október 19.    | Athelmonarch*       | Egyesült Királyság | 8995           | HX–79  |
| 1940. november 8.    | Gonçalo Velho*      | Portugália         | 1595           |        |
| 1940. december 2.    | Ville d’Arlon       | Belgium            | 7555           | HX–90  |
| 1940. december 2.    | Conch*              | Egyesült Királyság | 8376           | HX–90  |
| 1940. december 2.    | Dunsley*            | Egyesült Királyság | 3862           | HX–90  |
| 1941. február 26.    | Kasongo             | Belgium            | 5254           | OB–290 |
| 1941. február 26.    | Diala*              | Egyesült Királyság | 8106           | OB–290 |
| 1941. február 26.    | Borgland            | Norvégia           | 3636           | OB–290 |
| 1941. február 26.    | Rydboholm           | Svédország         | 3197           | OB–290 |
| 1941. február 28.    | Holmelea            | Egyesült Királyság | 4223           | HX–109 |
| 1941. március 7.     | Terje Viken*        | Egyesült Királyság | 20 638         | OB–293 |

*A hajó nem süllyedt el, csak megrongálódott

** Hadihajó